# Onnion
Onnion település Franciaországban, Haute-Savoie megyében. Lakosainak száma 1281 fő (2022. január 1.). Onnion Bogève, Mégevette, Mieussy, Saint-Jeoire és Villard községekkel határos.

## Népesség
A település népességének változása:
| Lakosok száma | 1266 | 1260 | 1306 | 1293 | 1309 | 1288 | 1280 | 1267 | 1281 |
|               | 2013 | 2015 | 2016 | 2017 | 2018 | 2019 | 2020 | 2021 | 2022 |